# ДСТУ з хімічної номенклатури
ДСТУ з хімічної номенклатури — Державні стандарти України, які унормовують україномовні назви хімічних елементів і кількох фундаментальних хімічних понять (атом, проста речовина, нуклонне число тощо). Потреба в такому стандарті виникла внаслідок того, що IUPAC не стандартизує іншомовну термінологію:
|  | Вочевидь, бажано, щоб назви будь-якою мовою відтворювали ці [англомовні] назви [хімічних елементів] якомога точніше, але ми розуміємо, що для елементів, назви яких походять із минулого, в різних мовах часто є усталені дуже відмінні назви. |

## ДСТУ 2439-94 (скасований)
Державний стандарт України. Елементи хімічні та речовини прості. Терміни та визначення основних понять. Умовні позначення.
Розроблено Київським університетом ім. Т. Шевченка. Внесено Українським науково-дослідним інститутом стандартизації, сертифікації та інформатики Держстандарту України.
Затверджено й уведено в дію наказом Держстандарту України № 70 від 31 березня 1994 р. Скасовано наказом від 6 липня 2018 року № 194 ДП «УкрНДНЦ», яке виконує функції національного органу стандартизації. .
Розробники: М. Ю. Корнілов, д. х. н. (керівник теми); О. А. Голуб, к. х. н. (керівник теми); В. І. Замковий, к. х. н.; А. О. Кащук, к. х. н.; Л. Т. Хабалашвілі.

### Галузь використання
ДСТУ 2439-94 встановлював терміни, визначення та літерні позначення для елементів Періодичної системи та простих речовин у галузі хімії, хімічній промисловості, сумісних з ними галузях.
Поширювався на назви хімічних елементів, їхні ізотопи, групи хімічних елементів, номенклатуру простих речовин і їхні алотропні модифікації. Встановлював терміни та визначення понять у науці, промисловості й освіті.
Терміни та визначення, встановлені ДСТУ 2439-94, згідно з твердженням розробників, відповідали міжнародним стандартам ISO та вимогам IUPAC.

### Критика та скасування
Для деяких з хімічних елементів стандартом було введено дві назви — латинізовану та питому українську. Наприклад, Гідроген був визначений цім стандартом як наукова назва елемента водню, а Арсен — миш'яку. Було введено правило написання назв елементів з великої літери.
Ці зміни, що просувалися представниками Київської хімічної школі (В. В. Скопенко, О. А. Голуб та ін.), критикувались іншими українськими вченими. Особливу критику викликала відмова від традиційних українських назв хімічних елементів (водень, вуглець, залізо тощо) та заміна їх іншомовними назвами, що не мають традиції використання в українській мові. У той же час, назви хімічних елементів, вживані раніше, продовжують використовуватись як назви простих речовин більшості перейменованих хімічних елементів. Однак для решти елементів не було запроваджено окремих назв простої речовини (наприклад, як хімічний елемент Cl, так і його проста речовина Cl2 називаються «хлор»), тому таке розрізнення не є послідовним. Твердження авторів і прихильників стандарту, що заміна українських назв хімічних елементів на їхні латинізовані відповідники полегшить входження України до міжнародного і європейського інформаційного простору, не витримує критики, оскільки в усіх основних мовах світу є назви елементів, які склалися історично і стали для тих мов традиційними (наприклад, iron та silver в англійській мові або Eisen та Silber у німецькій для Fe та Ag, відповідно). Така заміна насправді відсутня в рекомендаціях IUPAC. Крім того, згідно з рекомендаціями IUPAC, 1) бажано, щоб назви хімічних елементів були якнайближче до англійських, але можуть бути і традиційними, що сформувалися історично; 2) назви хімічних елементів й утворених ними простих речовин мають бути однаковими, крім випадків, коли елемент утворює декілька алотропних видозмін, назви яких склалися історично.
25-річний дослід вживання латинізованих назв елементів, відмінних від назв відповідних простих речовин, було визнано незадовільним. Ці назви були впроваджені в освіті, але в науково-технічній діяльності вони не знайшли широкого застосування. Тому в новому стандарті ДСТУ 2439:2018 повернуто більшість українських традиційних назв хімічних елементів та правило написання назв елементів з маленької літери.

## ДСТУ 2439:2018
Хімічні елементи хімічні та прості речовини. Терміни та визначення основних понять, назви й символи.
Розроблено: технічний комітет стандартизації «Науково-технічна термінологія» (ТК 19), підкомітет «Хімія» (ПК 3), на заміну ДСТУ 2439-94. Надано чинності  з 1 жовтня 2019 р. наказом Українського науково-дослідного і навчального центру проблем стандартизації, сертифікації та якості (УкрНДНЦ) від 6 липня 2018 р. №194.
Розробники не вказані.

### Галузь використання
ДСТУ 2439:2018 унормовує українські терміни, назви та символи для хімічних елементів і простих речовин, які застосовують у науці, освіті та промисловості.
Терміни та визначення, встановлені ДСТУ 2439:2018, згідно твердженню розробників, відповідають міжнародним стандартам ISO та вимогам IUPAC.

### Вміст
На 15 сторінках наведено
- найважливіші хімічні терміни з еквівалентними назвами німецькою, англійською, французькою та російською мовами;
- назви та позначення хімічних елементів із англомовним еквівалентом;
- назви груп елементів;
- абеткові покажчики наявних термінів;
- бібліографію із 13 джерел.

Найбільші зміни торкнулися назв хімічних елементів: англіцизми було скасовано для більшості елементів. Також скасовано правило написання назв елементів з великої літери.